# Spheciospongia rotunda
Spheciospongia rotunda är en svampdjursart som först beskrevs av Tanita och Kazuo Hoshino 1989.  Spheciospongia rotunda ingår i släktet Spheciospongia och familjen borrsvampar. Inga underarter finns listade i Catalogue of Life.